# Урануполска кула
Урануполската или Просфорската кула (на гръцки: Πύργος της Ουρανούπολης, Πύργος Προσφορίου) е средновековно отбранително съоръжение, разположено на южния бряг на полуостров Света гора, Халкидики, Гърция.

## История
Кулата е най-запазената сграда от този тип на Халкидика. Край нея по-късно възниква селището Урануполи. Кулата заедно с други постройки принадлежи на метоха Просфорио, който от 1018 година принадлежи на манастира Ватопед. Споменава за първи път през 1344 година, но вероятно е по-стара. През май 1379 година Йоан Палеолог освобождава кулата от данъчни задължения по време на престоя си там.
Сградата е сериозно повредена от земетресение през 1585 година. След това са добавени или реконструирани горните 2-3 етажа. Кулата вероятно е изгорена по време на Халкидическото въстание в 1821 година. През август 1858 година в кулата започват възстановителни работи и тя придобива сегашната форма. В 1922 година кулата е заселена от малоазийски бежанци.
Малко след това, през 1928 година, двойката Лок – Джойс и Сидни идват в кулата като членове на хуманитарни организации, за да предоставят помощ на бежанците. Двойката предлага много важна социална работа в Уранополи в продължение на много десетилетия, като същевременно се грижи за поддръжката на кулата, която се поддържа в относително добро състояние главно благодарение на усилията им.
Поддръжката на кулата е в ръцете на Министерството на културата и в нея се организират музейни експозиции. На първия етаж има параклис, посветен на Св. св. Константин и Елена.
В 1981 година кулата е обявена за защитен паметник на културата.

## Описание
Долната част на кулата е византийска конструкция, може би от XII или XIII век. Двата горни етажа са добавени по-късно, вероятно в края на XVI век. Възможно е тогава да е добавен още един етаж, който не е запазен. Днес горната част е покрита с четирискатен покрив, който е допълнение от ΧΙΧ век. Вътрешната конфигурация на кулата - дюшеме и прочие е от същия период.
След земетресението от 1905 година долната част на кулата е подсилена отвън с характерен наклонен зид.
Около и до кулата са запазени останки от стена, която градеж от началото на османската власт - около XV век. В заграждението имаше различни сгради, които обслужваха нуждите на метоха. На северозапад от кулата са докът и кеят. Днес от тези спомагателни сгради са запазени само две, които също са от XIX век.